# Cecilie Fiskerstrand
Cecilie Fiskerstrand (1996. március 20. –) norvég női válogatott labdarúgó. A Lillestrøm SK kapusa.

## Pályafutása
Langevågban kezdte karrierjét, majd 2014-ben került az ålesundi Fortuna csapatához. Következő állomáshelyén a Stabæknél csak epizódszerepet kapott, ennek ellenére Norvégia egyik legmeghatározóbb egyesülete az Lillestrøm SK jelentkezett be érte. Négy szezonon keresztül segítette a sárga-feketéket, akikkel négy bajnoki címet és három kupagyőzelmet könyvelhetett el. 2020-ban a Brighton & Hove Albion szerződtette.

### A válogatottban
A norvég utánpótlás válogatottakat végigjárva 2014 januárjában mutatkozhatott be a felnőttek között egy Anglia elleni mérkőzésen. Kanadában a 2015-ös világbajnokság legfiatalabb játékosaként vehetett részt, azonban harmadik számú kapusként nem lépett pályára. A 2017-es Európa-bajnokságon, valamint a 2019-es és a 2023-as vb-n is jelen volt a keret tagjaként. A 2019-es Algarve-kupán aranyérmet szerzett társaival, 2020-ban pedig a bronzérmet vehették át a portugáliai nemzetközi felkészülési tornán.

## Sikerei

### Klubcsapatokban
Norvég bajnok (4):
- Lillestrøm SK (4): 2016, 2017, 2018, 2019

 Norvég kupagyőztes (3):
- Lillestrøm SK (3): 2016, 2018, 2019

### A válogatottban
Norvégia
- Algarve-kupa győztes: 2019
- Algarve-kupa bronzérmes: 2020